# Jazz Eyes
Jazz Eyes è un album del sassofonista John Jenkins e di Donald Byrd, pubblicato dalla Regent Records (fu pubblicato anche dalla Savoy Records, SJL 1114, con il titolo di Star Eyes, con un brano aggiuntivo, come riportato in basso, nel 1978) nel 1957.  Il disco fu registrato il 10 settembre 1957 a New York City, New York (Stati Uniti).

## Tracce
Lato A
1. Star Eyes – 10:12 (Don Raye, Gene DePaul)
2. Orpheus – 7:38 (John Jenkins)

Lato B
1. Honeylike – 7:44 (John Jenkins)
2. Rockaway – 9:07 (John Jenkins)

LP dal titolo Star Eyes, pubblicato dalla Savoy Records (SJL 1114) nel 1978
Lato A
1. Rockaway – 9:07 (John Jenkins)
2. Star Eyes – 10:12 (Don raye, Gene DePaul)

Lato B
1. Honeylike – 7:44 (John Jenkins)
2. Darn That Dream – 6:40 (Eddie DeLange, James Van Heusen)
3. Orpheus – 7:38 (John Jenkins)

## Musicisti
- Donald Byrd - tromba
- John Jenkins - sassofono alto
- Curtis Fuller - trombone
- Tommy Flanagan - pianoforte
- Doug Watkins - contrabbasso
- Art Taylor - batteria[4]